# Boten Anna (Basshunter)
Boten Anna (Nederlands: De bot Anna) is een nummer van de Zweedse artiest Basshunter dat afkomstig is van zijn tweede album LOL <(^^,)> uit 2006. Door dit nummer werd hij bekend in Zweden, Noorwegen, Finland, Denemarken, IJsland en Nederland.

## Tekst en geschiedenis
In de tekst vertelt de zanger hoe hij een vrouwelijke IRC-gebruiker aanziet voor een IRC-bot. Later komt hij achter de waarheid, maar voor hem zal ze toch altijd een bot blijven. 
In sommige landen werd het woord bot verkeerd geïnterpreteerd. Men dacht dan dat het over een boot ging met die naam. Ook maakt Basshunter in de bijbehorende videoclip gebruik van een waterfiets, wat het misverstand nog versterkte.
De Gebroeders Ko maakten van deze verkeerd begrepen opvatting gebruik en maakten een parodie van het nummer met dezelfde naam. In deze parodie gaat het inderdaad over een boot, Anna, die in de sloot ligt. Deze versie werd eveneens een grote hit; hij haalde nummer zes in de Nederlandse Top 40 en werd een Dancesmash op Radio 538. Eind november 2006 brachten de Gebroeders Ko weer een nieuwe versie uit, getiteld Sinterklaas Boot (Boten Anna). Deze versie reikte tot plaats zeven in diezelfde lijst.
Eind 2007 werd een Engelse versie van Boten Anna uitgebracht in het Verenigd Koninkrijk, Now You're Gone. Het nummer belandde vrijwel meteen op de eerste plaats van de UK Singles Chart.

## Tracklist

### Cd-single
1. "Boten Anna" (Radio Edit) - 3:29
2. "Boten Anna" (Club Remix) - 5:26

### Maxisingle
1. "Boten Anna" (Radio Edit) - 3:29
2. "Boten Anna" (Club Remix) - 5:26
3. "Boten Anna" (DJ Micro Spankin Club Remix) - 5:30
4. "Boten Anna" (Backslash Fluffy Style Remix) - 4:40
5. "Boten Anna" (SkillsToPayTheBills Remix) - 4:34
6. "Boten Anna" (Instrumentaal) - 3:20

## Hitnoteringen
| Hitlijst (2006)    | Hoogtepunt (weken) |
| ------------------ | ------------------ |
| Nederlandse Top 40 | 1 (2)              |
| Noorse Top 20      | 3 (2)              |
| Zweedse Top 60     | 1 (2)              |

### Hitnotering
| "Boten Anna" in de Nederlandse Top 40 - binnen: 5 augustus 2006 | "Boten Anna" in de Nederlandse Top 40 - binnen: 5 augustus 2006 | "Boten Anna" in de Nederlandse Top 40 - binnen: 5 augustus 2006 | "Boten Anna" in de Nederlandse Top 40 - binnen: 5 augustus 2006 | "Boten Anna" in de Nederlandse Top 40 - binnen: 5 augustus 2006 | "Boten Anna" in de Nederlandse Top 40 - binnen: 5 augustus 2006 | "Boten Anna" in de Nederlandse Top 40 - binnen: 5 augustus 2006 | "Boten Anna" in de Nederlandse Top 40 - binnen: 5 augustus 2006 | "Boten Anna" in de Nederlandse Top 40 - binnen: 5 augustus 2006 | "Boten Anna" in de Nederlandse Top 40 - binnen: 5 augustus 2006 | "Boten Anna" in de Nederlandse Top 40 - binnen: 5 augustus 2006 | "Boten Anna" in de Nederlandse Top 40 - binnen: 5 augustus 2006 | "Boten Anna" in de Nederlandse Top 40 - binnen: 5 augustus 2006 | "Boten Anna" in de Nederlandse Top 40 - binnen: 5 augustus 2006 | "Boten Anna" in de Nederlandse Top 40 - binnen: 5 augustus 2006 | "Boten Anna" in de Nederlandse Top 40 - binnen: 5 augustus 2006 | "Boten Anna" in de Nederlandse Top 40 - binnen: 5 augustus 2006 | "Boten Anna" in de Nederlandse Top 40 - binnen: 5 augustus 2006 |
| Week                                                            | 1                                                               | 2                                                               | 3                                                               | 4                                                               | 5                                                               | 6                                                               | 7                                                               | 8                                                               | 9                                                               | 10                                                              | 11                                                              | 12                                                              | 13                                                              | 14                                                              | 15                                                              | 16                                                              |                                                                 |
| --------------------------------------------------------------- | --------------------------------------------------------------- | --------------------------------------------------------------- | --------------------------------------------------------------- | --------------------------------------------------------------- | --------------------------------------------------------------- | --------------------------------------------------------------- | --------------------------------------------------------------- | --------------------------------------------------------------- | --------------------------------------------------------------- | --------------------------------------------------------------- | --------------------------------------------------------------- | --------------------------------------------------------------- | --------------------------------------------------------------- | --------------------------------------------------------------- | --------------------------------------------------------------- | --------------------------------------------------------------- | --------------------------------------------------------------- |
| Nummer                                                          | 16                                                              | 9                                                               | 3                                                               | 1                                                               | 1                                                               | 2                                                               | 2                                                               | 2                                                               | 2                                                               | 2                                                               | 5                                                               | 6                                                               | 7                                                               | 13                                                              | 19                                                              | 34                                                              | uit                                                             |